# Toga viril
La toga viril fou la toga romana que substituïa a la toga pretexta quan un noi arribava a una determinada edat generalment 14 anys.
La festa es feia a la Liberàlia al mes de març i era equivalent a la moderna celebració religiosa de la "primera comunió"; no hi havia una data fixada per la cerimònia però en general era a l'entorn dels catorze anys; fins llavors els nois eren impúbers (impubes) i portaven la toga pretexta, i quan assolien la tota viril passaven a ser pubes.
A partir de llavors el noi podia contractar deutes sense permís del pare i els pupils deixaven de tenir tutela a menys que hi hagués acord de les dues parts per una pròrroga i llavors l'assumpció de la toga viril era diferit (en cas de desacord un jutge prenia la decisió i els 14 anys eren fonamentals, ja que per damunt d'aquesta edat prevalia la decisió del noi sent considerada l'edat general d'arribada a la pubertat).
Les noies assolien la pubertat als dotze anys per costum immemorial però romanien amb toga pretexta fins que es casaven; la tutela de les noies s'acabava als dotze anys però romania una tutela d'un altra mena.